# Expedición Antártica de Museos Argentinos
La expedición Antártica de Museos Argentinos fue la primera expedición antártica encarada por el Museo Naval de la Nación, el Museo Marítimo de Ushuaia, el Museo Antártico José María Sobral de Ushuaia y la Asociación de Exploración Científica Austral, desarrollada entre 2003 y 2007.

## Historia
Luego de un primer viaje en 1994 con el velero Callas y de tomar nota de posibles asentamientos balleneros en la Península Antártica, en las islas Nansen o Enterprise Island, Isla Booth, Port Lockroy, Isla Decepción, Isla Media Luna ente otras, se tomó nota de restos de trabajo ballenero. Con esta base se reunió a profesionales de los tres Museos y con rompehielos Ice Lady Patagonia, se realizaron las tres expediciones en los años 2003, 2006 y 2007. El trabajo fue un éxito ya que se encontraron muchosrestos del trabajo de balleneros  Archivado el 31 de enero de 2018 en Wayback Machine. en la Península Antártica (Estrecho de Gerlache, Canal Lemaire y Mar de la Flota o estrecho de Brandsfield) en casi todas las islas y lugares que lo permitían. 

## Transporte
Si bien se realizaron tres viajes de acercamiento fue gracias a un buque adecuado como  Ice Lady Patagonia donde se pudo reunir equipo y el grupo de profesionales necesarios. Botado en 1959, con 43,40 m de eslora, 7,30 m de manga y un calado de 4,10 m fue construido por el Astillero: Valmet Oi AB en Helsingfors, Finlandia. Adquirido en 2001 sufrió las modificaciones necesarias para alojar equipos en popa y se colocaron dos palos para mejorar el rendimiento con velas.

## Conclusión
Se comprobó que la actividad ballenera ocurrió entre los años 1906 y 1930; por los restos encontrados, en especial en el puerto Svend Foyn  en las islas Nansen. Se buceó el lugar y el buque factoría "Governoren". Fue la primera vez que lo visitaron buzos. En sí la actividad ballenera en la zona fue realizada principalmente por empresas de Noruega. Establecían puertos en lugares rocosos, corriendo a las pingüineras, y allí amarraban a los cácheres y realizaban las faenas. El centro de esta actividad fueron las islas Nansen o Enterprise.
Parte del trabajo fue realizar un inventario de los water boats , balleneras y restos de naufragios de buques loberos. Como así también de lugares de amarres. Se estudiaron muchos elementos y distribución de los lugares de caza. Se crearon nuevas salas en los Museos y el Ice Lady Patagonia llevó una exposición a Europa: Bilbao, Oporto , Lisboa, Palmas, Canarias, etc.  
Estos trabajos de investigación quedaron plasmados en el libro 
Antártida Asentamientos balleneros históricos ]
La publicación es un trabajo del CN Horacio Molina Pico, Lic. Carlos Pedro Vairo y Guillermo May, con la colaboración de la Dra. María Águeda, la Lic. Verónica Aldazabal, los Ing. Horacio de Rosa y Hérnan Syoboda. Es la primera investigación sobre el tema y se realizó en inglés y español.

## Jefes de grupos
CN (R) Horacio Molina Pico - Museo Naval de la Nación
Lic. Guillermo May - Asociación de Exploración Científica Austral Museo Marítimo de Ushuaia
Jorge Federico May- Capitán Antártico y Coordinador de grupos 
Marcelo Marienhof Capitán del rompehielos Ice Lady Patagonia 
Hernán Álvarez Forn - Asesor 
Pinino Orri Jefe equipo buceo

## Imágenes de la Expedición

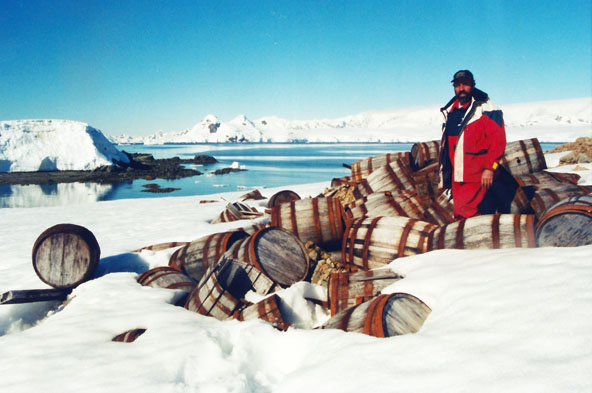
Carlos Vairo en Svend Foyn
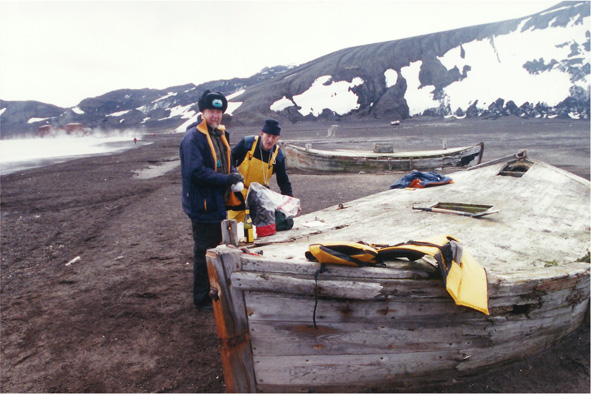
Guillermo May y Horacio Molina Pico en Decepción
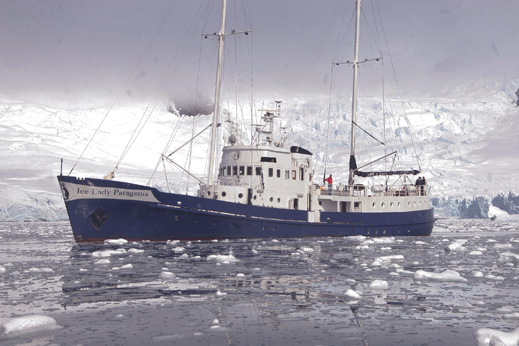
Ice Lady Patagonia navegando entre los hielos antárticos
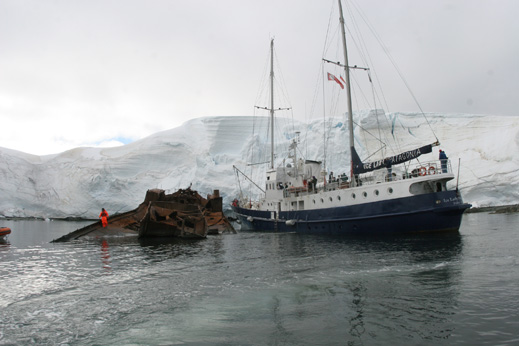
Ice Lady Patagonia junto al Buque Factoria Governoren
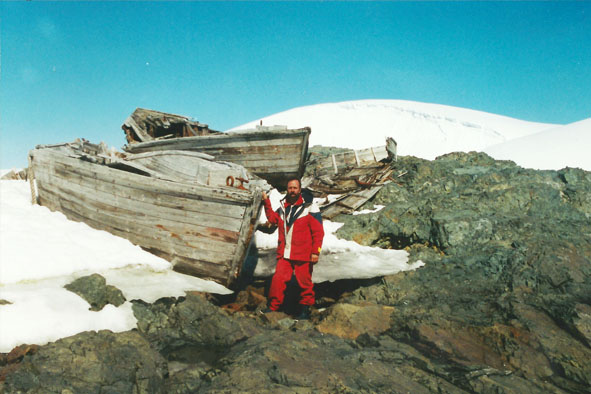
Carlos Vairo en Svend Foyn
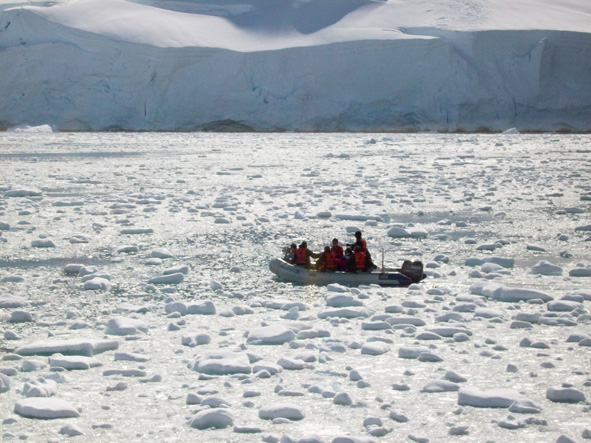
Expedicionarios entre los hielos